# Кекра
Ке́кра (эвенк. Энкен) — упразднённое село в Аяно-Майском районе Хабаровского края. Упразднено в 2004 году. 

## География
Село располагается на берегу Охотского моря в 0,5 км к востоку от устья реки Кекра. Основано как пункт обслуживания телефонной и телеграфной линий связи с северными районами страны.

## История
Ранее население посёлка насчитывало около ста человек, основным занятием которых было обслуживание телеграфной и телефонной линии связи Хабаровска с северными районами страны. В связи с развитием технологий связи необходимость в линиях отпала и основное его предназначение было исчерпано, что привело к почти полному вымиранию посёлка.

## Население
| 2002 |
| ---- |
| 0    |